# محمد أبو الشامات
محمد وهيب أبو الشامات، لاعب كرة قدم سعودي، يلعب في نادي القادسية.

## الحياة الشخصية
هو شقيق اللاعب صالح أبو الشامات.

## مسيرة اللاعب
لعب في الفئات السنية في النادي الأهلي.

## روابط خارجية
- محمد أبو الشامات على موقع Soccerway.com (الإنجليزية)